# Русское Корино
Русское Корино — село в Ельниковском районе Мордовии. Входит в состав Большемордовско-Пошатского сельского поселения.

## История
В «Списке населённых мест Пензенской губернии за 1869» Русское Корино владельческое село из 82 дворов Краснослободского уезда.

## Население
| 2002 | 2010 |
| ---- | ---- |
| 119  | ↘77  |

Национальный состав
Согласно результатам Всероссийской переписи населения 2002 года, в национальной структуре населения русские составляли 66 %, мордва — 34 %.